# 6574 Gvishiani
6574 Gvishiani (1976 QE1) là một tiểu hành tinh nằm phía ngoài của vành đai chính được phát hiện ngày 26 tháng 8 năm 1976 bởi N. S. Chernykh ở Đài vật lý thiên văn Crimean.